# The Bits Between the Bits
The Bits Between the Bits – album studyjny zespołu Ozric Tentacles wydany w 1989 roku. Album nagrany w składzie:
- Ed Wynne - gitara, syntezatory
- Joie Hinton - sampling, syntezatory
- Roly Wynne - gitara basowa
- Tig (Nick van Gelder) - perkusja
- Steve Everett - sampling

## Lista utworów
| Nr | Tytuł                        | Długość |
| -- | ---------------------------- | ------- |
| 1  | "Eye of Adia"                | 4:24    |
| 2  | "Fragmentary Aura"           | 3:09    |
| 3  | "Sparkling Oasis"            | 4:30    |
| 4  | "Tidal Otherness"            | 0:59    |
| 5  | "Secret Names"               | 5:23    |
| 6  | "Symetricum"                 | 4:35    |
| 7  | "Floating Seeds"             | 5:39    |
| 8  | "Ozrosis"                    | 2:30    |
| 9  | "Wreltch"                    | 8:28    |
| 10 | "Afterswish"                 | 2:40    |
| 11 | "Koh Phangan"                | 7:09    |
| 12 | "The Cave of Aeolas"         | 5:52    |
| 13 | "Puff Puff on a Chuff Chuff" | 2:13    |
| 14 | "Health Music"               | 4:45    |